# LRIT (vaixells)
La identificació i seguiment de vaixells de llarg abast  o LRIT (Long-range identification and tracking System en anglès) és un sistema internacional de seguiment i identificació adoptat per l'Organització Marítima Internacional (IMO) per fer el seguiment de vaixells a tot el món. Va ser introduït el 19 de maig de 2006 per la resolució MSC.202 (81) i va entrar en vigor l'1 de gener de 2008. Aquesta resolució és una esmena al capítol V del Conveni internacional per a la seguretat de la vida humana al mar, regla 19.1 i és vinculant per a tots els governs membres de l'OMI.

## Descripció
La regulació LRIT s'aplica als següents vaixells que realitzen viatges internacionals:
- Tots els vaixells de passatgers, inclosos els d'alta velocitat.
- Vaixells de càrrega, inclosos els vaixells d'alta velocitat, de 300 tons bruts o més.
- Unitats mòbils de perforació (offshore).[3]

Aquests tipus de vaixells han d'informar de la seva posició al seu estat de bandera almenys quatre vegades al dia. La majoria de vaixells programen els seus sistemes de comunicacions per satèl·lit existents per enviar aquests informes automàticament. Altres autoritats contractades (governs membres de l'OMI) poden i poden sol·licitar informació d'acord amb la normativa sobre vaixells en els quals tenen un interès legítim.
El sistema LRIT consta de: els sistemes de comunicacions per satèl·lit a bord, els proveïdors de serveis de comunicacions (CSP), els proveïdors de serveis d'aplicacions (ASP), els centres de dades LRIT, el pla de distribució de dades LRIT i l'intercanvi de dades LRIT internacional. Determinats aspectes del funcionament i el rendiment del sistema LRIT són supervisats i avaluats pel coordinador LRIT en nom de l'OMI i les autoritats pertinents.

## Implementació europea
Segons la resolució del Consell de la Unió Europea de 2 d'octubre de 2007, tots els estats membres de la UE han decidit establir un centre de dades europeu per a LRIT (EU LRIT DC). D'acord amb aquesta resolució, la Comissió Europea és responsable de la gestió de l'EU LRIT DC, en cooperació amb els Estats membres, per part de l'Agència Europea de Seguretat Marítima (EMSA). L'EMSA s'encarrega del desenvolupament tècnic, l'operació i el manteniment de la UE LRIT DC. També subratllen que l'objectiu del LRIT DC de la UE hauria d'incloure la seguretat marítima, la recerca i el rescat (SAR), la seguretat marítima i la protecció del medi marítim, tenint en compte els avenços dins del context de l'OMI.

## Implementació a Amèrica del Nord

### Canadà
El gener de 2009, Canadà es va convertir en un dels primers governs a implementar un centre de dades nacional per complir amb el requisit LRIT.

### Estats Units
Igual que el Canadà, els Estats Units van ser un dels primers governs a implementar un centre de dades nacional per complir amb el requisit LRIT el gener de 2009. Actualment, el proveïdor de serveis d'aplicacions autoritzat dels EUA (ASP) és Pole Star Space Applications.
LRIT va ser presentat per la Guàrdia Costera dels Estats Units (USCG) a l'IMO a Londres després dels atacs terroristes de l'11 de setembre de 2001 per fer un seguiment dels aproximadament 50.000 grans vaixells arreu del món.
Als Estats Units, la integració i correlació de les dades LRIT amb les de sensors i altres fonts permet que l'USCG detecti anomalies i augmenti la consciència general del domini marítim (MDA). La implementació d'aquest reglament als Estats Units és coherent amb els objectius estratègics de la USCG de seguretat i seguretat marítima, conscienciació, prevenció, protecció i resposta.
Cada sobirania ja té dret a demanar aquesta informació per als vaixells amb destinació als seus ports. La regulació LRIT i el sistema informàtic permeten a la USCG rebre informació sobre tots els vaixells dins de les 1000 milles nàutiques (1900 km) del territori nord-americà, tenint en compte que l'estat de bandera d'aquests vaixells no ha impedit que els EUA rebin aquesta informació.

## Sistema d'Identificació Automàtica

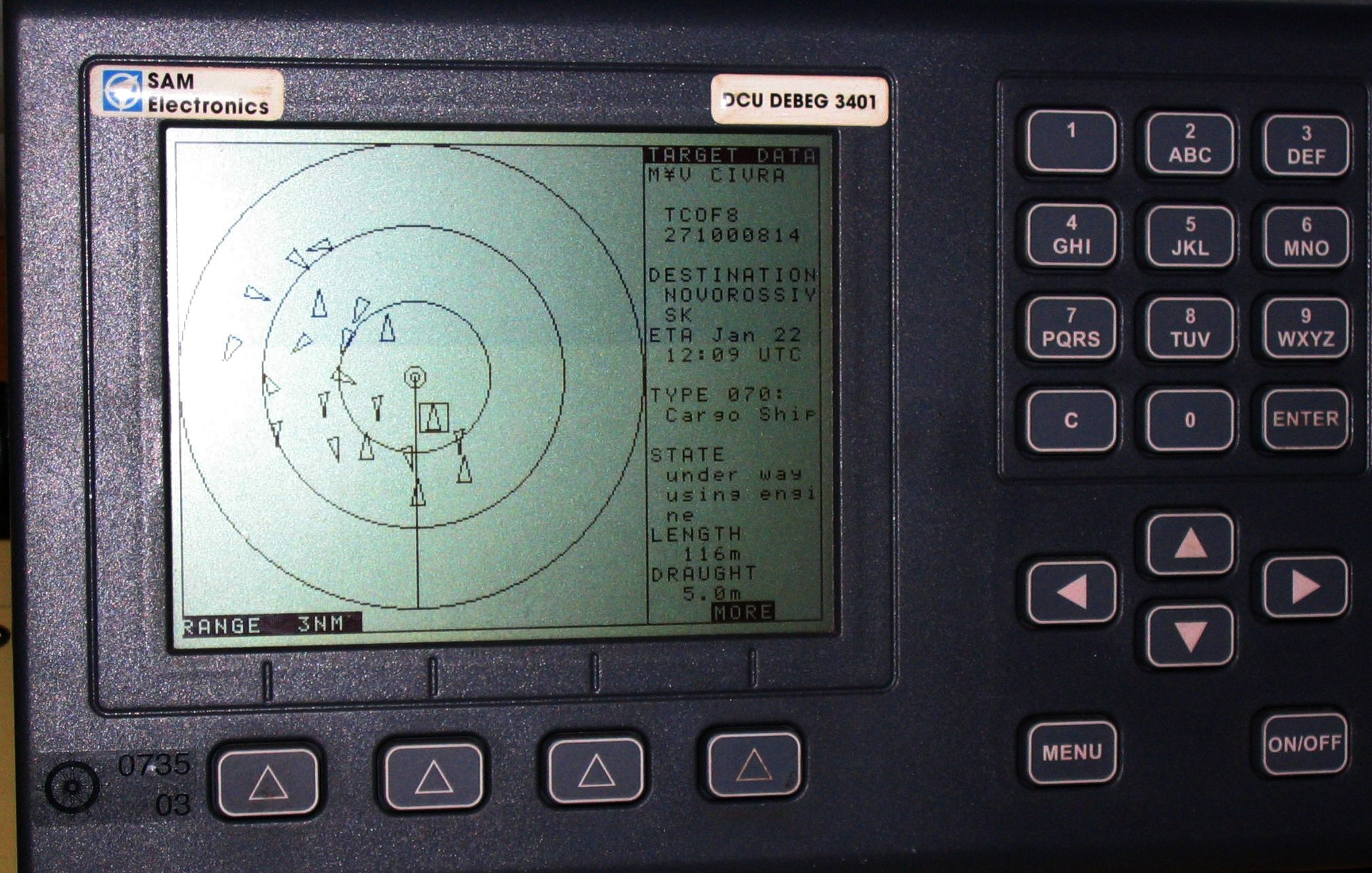
Equip electrònic AIS mostrant la distància i rumb dels vaixells propers.

El Sistema d'Identificació Automàtica o AIS (Automatic Identification System en anglès) és un estàndard automàtic de transmissió de dades, mitjançant ràdio VHF, utilitzat per a millorar la seguretat i eficàcia del transport marítim.
Totes les embarcacions amb un desplaçament superior a 500 tones tenen l'obligació d'estar equipats amb emissors d'aquesta tecnologia des de l'any 2004, tot seguint la modificació establerta dins del conveni SOLAS.

### Funcionament
El sistema AIS pot ser un sistema electrònic independent o formar part d'un altre aparell electrònic. Cal que vagi connectat a un receptor de GPS i a un girocompàs per tal de poder enviar el rumb i coordenades de l'embarcació (latitud i longitud). L'estàndard que s'utilitza habitualment per connectar els diversos instruments electrònics marítims és el NMEA 0183.
Els senyals digitals amb les dades d'embarcacions, ports i ajudes a la navegació s'envien automàticament a través dels canals 87B i 88B (AIS1 161,975 MHz i AIS2 162,025 MHz respectivament) de les freqüències de ràdio VHF marina.

### Dades AIS
Els sistemes AIS classe A (emissors-receptors) envien la següent informació cada 2-10 segons:
- El Número d'Identificació del Servei Mòbil Marítim (MMSI en anglès), de 9 xifres que identifica l'embarcació.
- L'estat de navegació, per exemple "en ruta".
- Velocitat de superfície, de 0 a 102 nusos, amb una precisió de 0,1 nusos
- La ràtio de gir, de 0 a 720 graus per minut
- Les coordenades UTM
- Rumb
- Hora

A més a més cada 6 minuts s'envia aquesta informació addicional:
- Número MMSI
- Indicatiu per comunicacions de ràdio
- Nom de l'embarcació
- Tipus de vaixell o càrrega
- Dimensions de l'embarcació
- Calat de 0,1 a 25,5 metres
- Destinació
- Temps estimat d'arribada a destinació (a discreció del capità)